# Lonchophylla cadenai
Lonchophylla cadenai är en relativt nybeskriven däggdjursart. Det var 2006 som arten beskrevs av de amerikanska zoologerna Neal Woodman och Robert M. Timm. Arten ingår i släktet Lonchophylla, och fladdermusfamiljen bladnäsor.
Lonchophylla cadenai finns i  Colombia och Ecuador och förekommer på 700 – 1200 meter över havet.